# Florentynów (powiat zgierski)
Florentynów – wieś sołecka w Polsce położona w województwie łódzkim, w powiecie zgierskim, w gminie Parzęczew.
W latach 1954–1958 wieś należała i była siedzibą władz gromady Florentynów, po jej zniesieniu w gromadzie Chociszew. W latach 1975–1998 miejscowość należała administracyjnie do ówczesnego województwa łódzkiego.
W 2011 roku wieś była zamieszkiwana przez 72 osoby. 